# District de Nanqiao
Le district de Nanqiao (南谯区 ; pinyin : Nánqiáo Qū) est une subdivision administrative de la province de l'Anhui en Chine. Il est placé sous la juridiction de la ville-préfecture de Chuzhou.